# Milionia phoenicina
Milionia phoenicina là một loài bướm đêm trong họ Geometridae.